# Gracilinanus emiliae
A cuíca-graciosa-de-Emilia (nome científico: Gracilinanus emiliae) é uma espécie de marsupial da família Didelphidae. Pode ser encontrada no Brasil, Colômbia, Venezuela, Guiana, Suriname e Guiana Francesa.
Foi originalmente descrito por Oldfield Thomas no ano de 1909 como uma espécie do gênero Marmosa, a partir de um espécime masculino coletado por Emilie Snethlage no estado do Pará, Região Norte do Brasil.
Posteriormente Gardner & Creighton (1989) realizaram uma revisão taxonômica e colocaram a espécie no gênero Gracilinanus, onde permanece até os dias atuais.

## Distribuição geográfica
Gracilinanus emiliae é um pequeno mamífero marsupial sul-americano que pode ser encontrado em ambiente florestado das terras baixas de floresta tropical primária e nas regiões de transição com o Cerrado próximo ao Rio Amazonas.
Devido aos seus hábitos noturnos e arborícolas, a distribuição verdadeira dessa espécie ainda é desconhecida, entretanto indivíduos já foram encontrados do leste da Colômbia ao leste da Venezuela, sul da Guiana Francesa, norte do Peru e do Suriname e ao longo do leste do Brasil.
Outro fator que dificulta o estudo da sua distribuição geográfica é a grande quantidade de publicações que identificam erroneamente indivíduos de outros espécies do mesmo, ou de outros gêneros, como se fossem Gracilinanus emiliae.
No Brasil, indivíduos de Gracilinanus emiliae foram descritos nos estados do Amapá, Pará e Tocantins.

## Descrição morfológica
Gracilinanus emiliae é um marsupial de pequeno porte, com massa corporal que varia ao redor de 10 gramas.
Apesar de pequeno, esse animal apresenta uma cauda preênsil notavelmente longa, tendo comprimento cabeça-corpo de entre 75 e 87 milímetros e comprimento de cauda de entre 138 e 150 milímetros.
Os pelos da região dorsal desses animais apresentam coloração castanho-avermelhada, semelhante a maioria das outras espécies do gênero Gracilinanus.

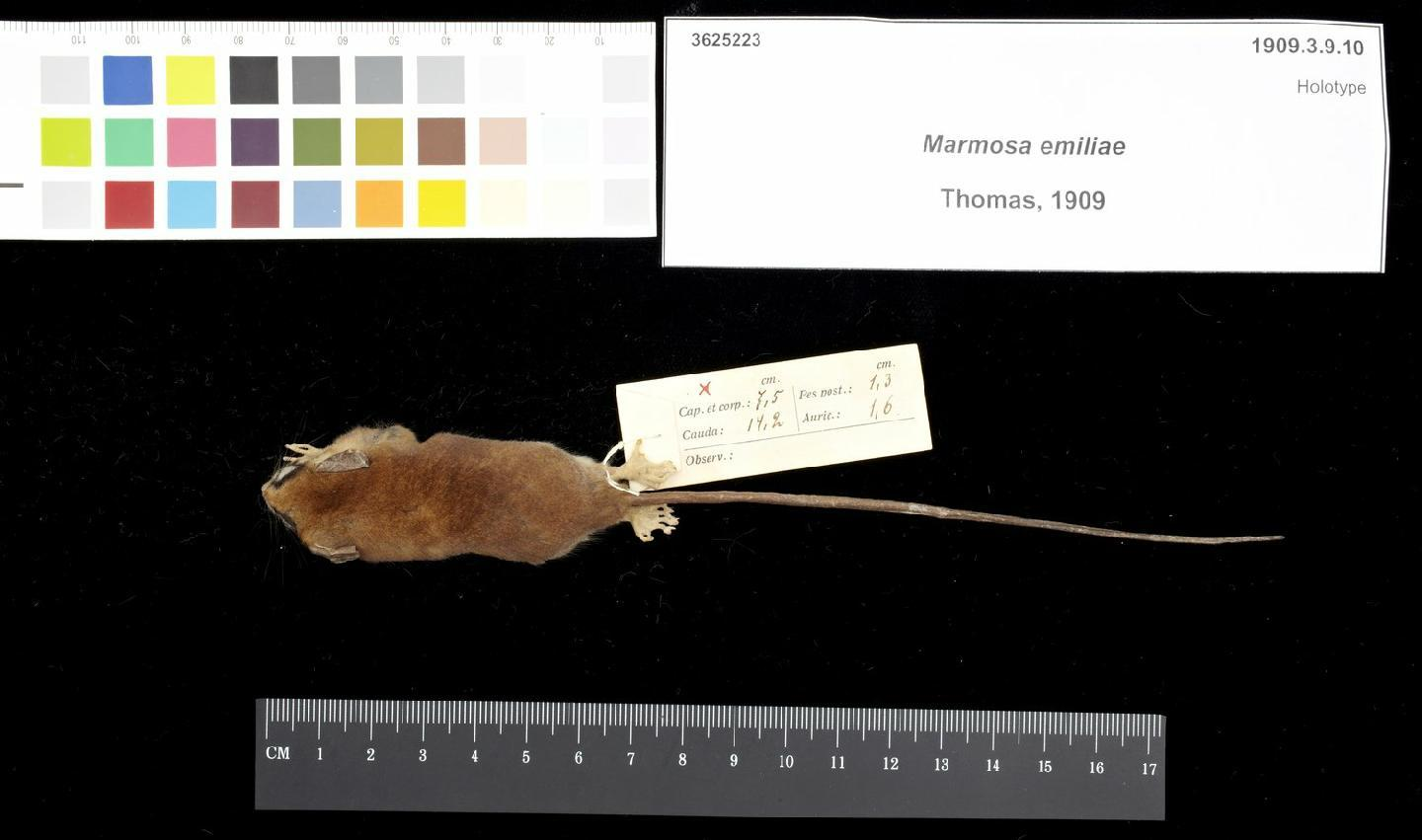
Visão dorsal do espécime tipo capturado no Pará por Emilie Snethlage e descrito por Oldfield Thomas em 1909.

Dentre as espécies do gênero, Gracilinanus emiliae é a única que apresenta pelagem de coloração branca ou creme na região ventral do corpo, enquanto as demais apresentam pelos de coloração acinzentada ou amarronzada.

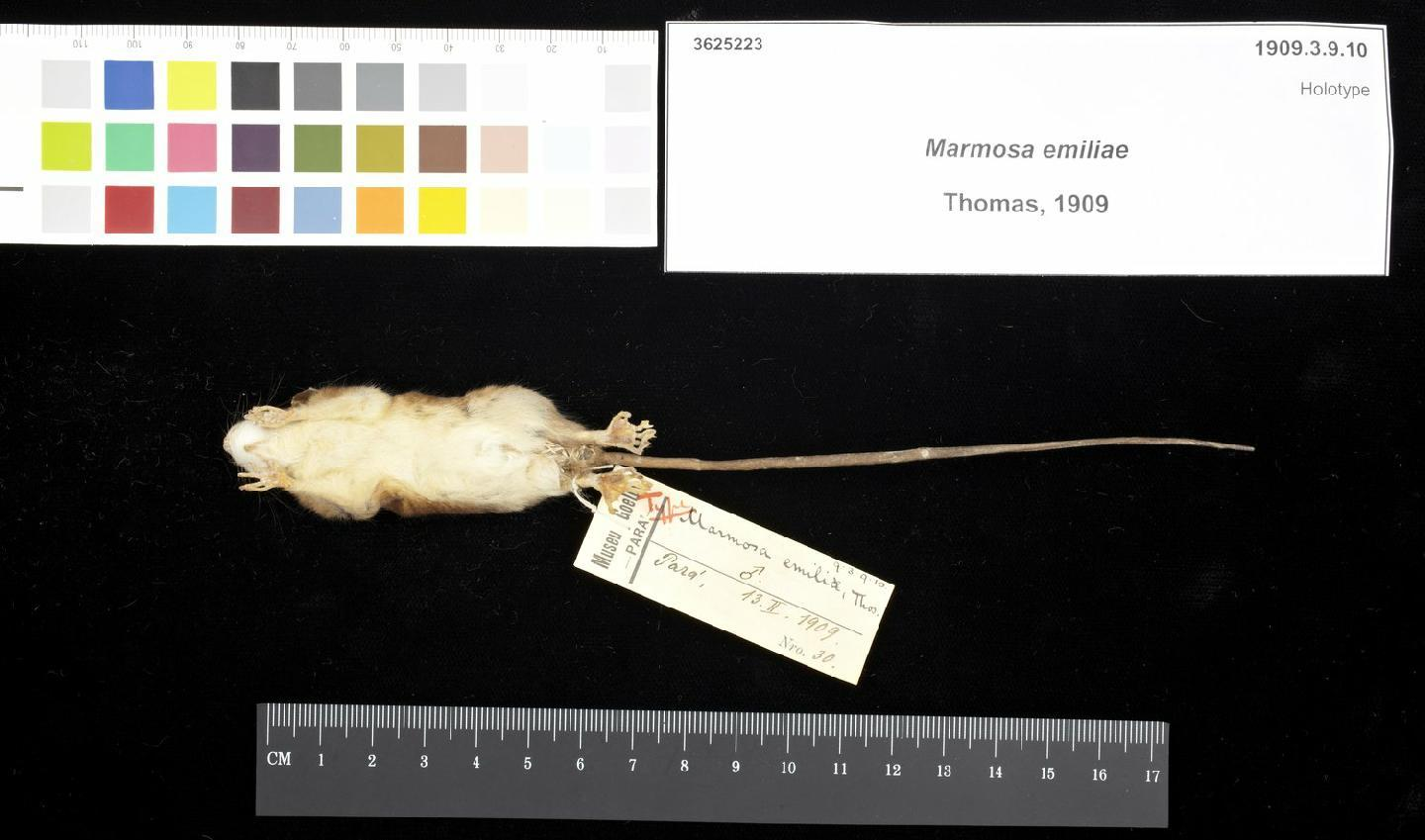
Visão ventral do espécime tipo capturado no Pará por Emilie Snethlage e descrito por Oldfield Thomas em 1909.

Os pelos do rostro são levemente mais claros que os encontrados no dorso, apresentando uma tonalidade mais voltada para o laranja, com uma faixa de coloração escura ao redor dos olhos formando uma espécie de "máscara facial".
Sua longa cauda apresenta pequenos pelos finos que recobrem as suas escamas.
Seu crânio apresenta fenestra maxilar pouco desenvolvida ou, em alguns casos, ausente (uni ou bilateralmente) e região interorbital apresentando crista supra-orbital arredondada, mas não proeminente, e forame póstero-lateral menor que a fenestra palatina.

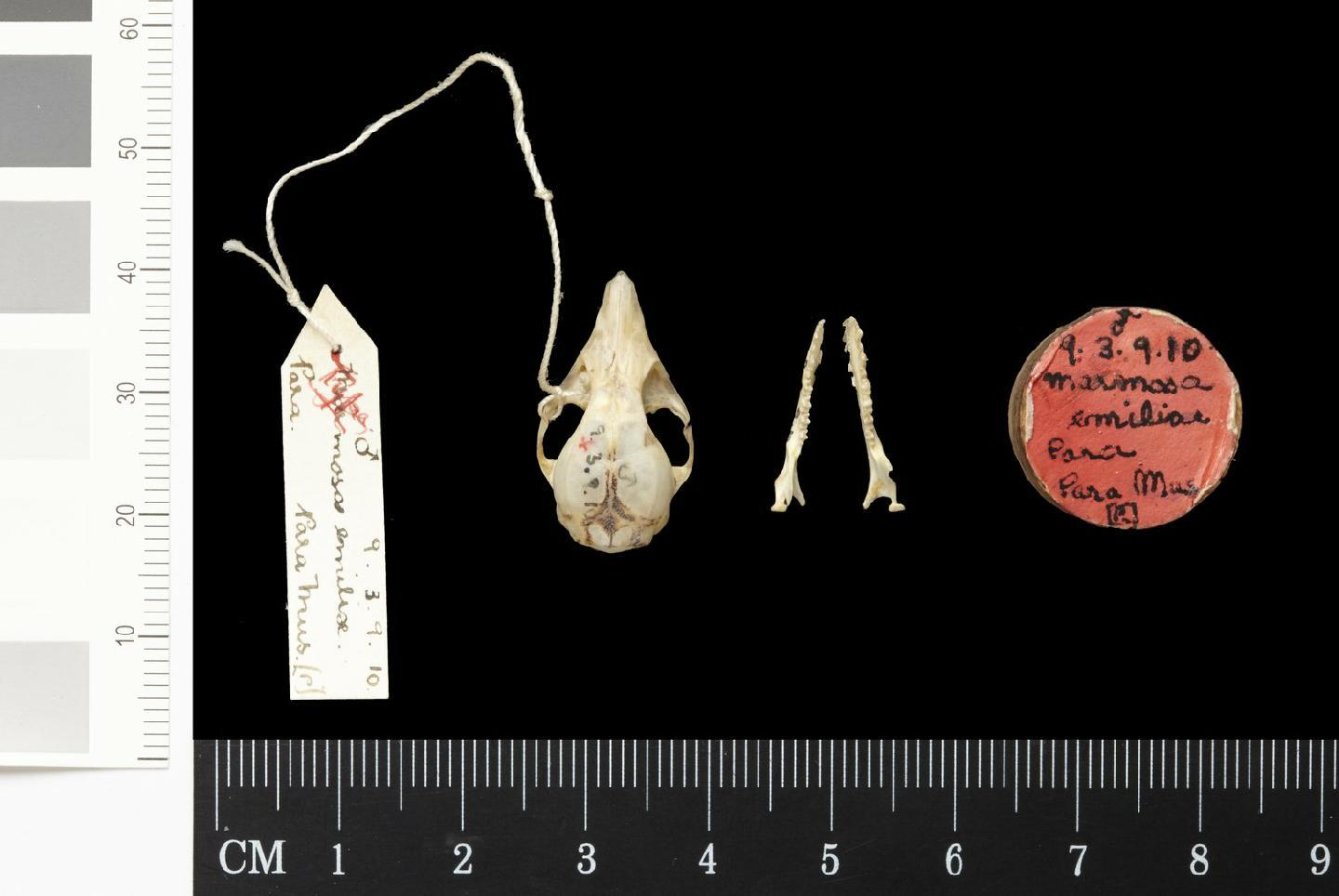
Visão dorsal do crânio de um espécime de Gracilinanus emiliae.

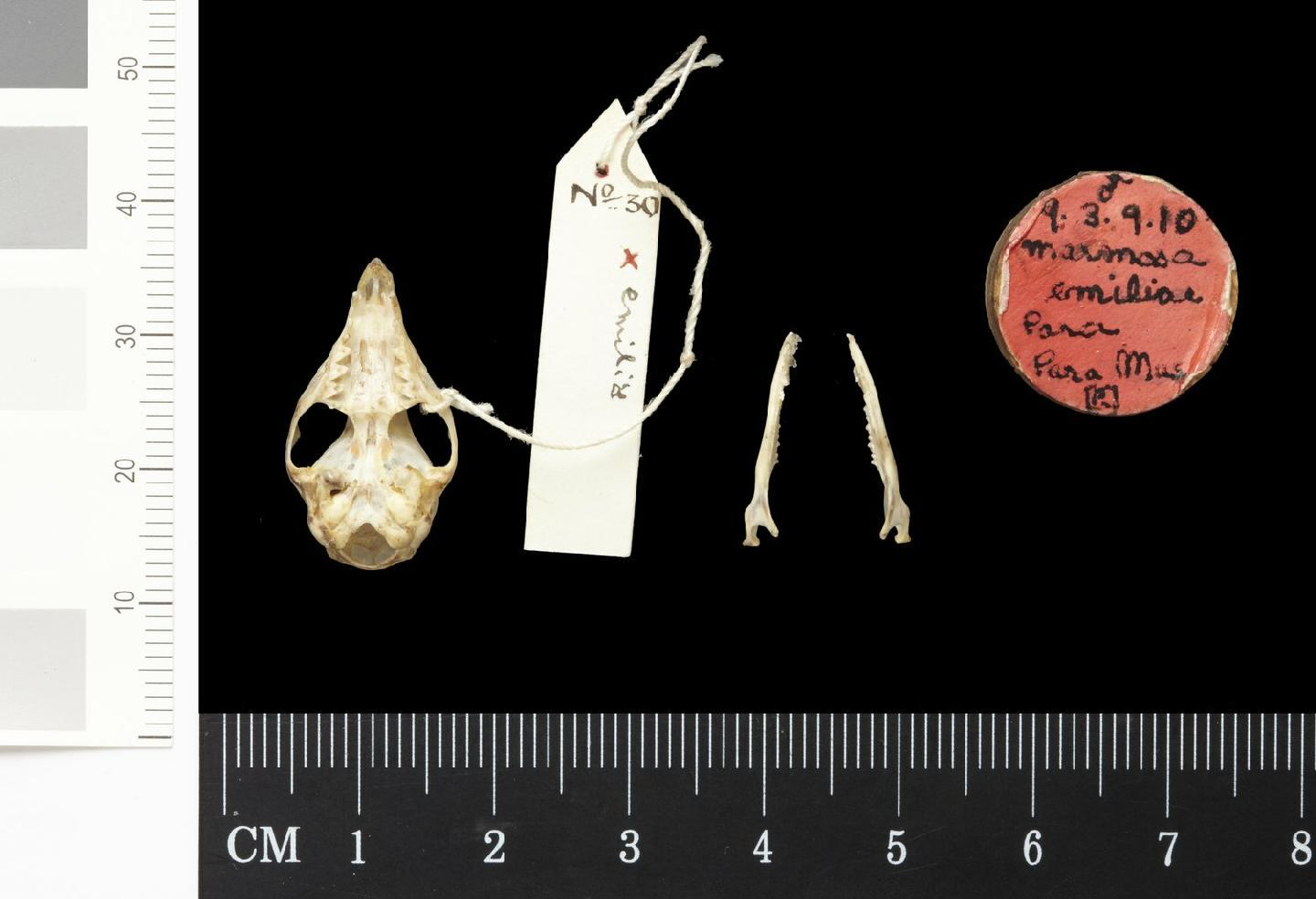
Visão ventral do crânio de um espécime de Gracilinanus emiliae.

Quanto a dentição, Gracilinanus emiliae apresenta cúspides acessórias na região posterior dos seus caninos superiores (C1), seu segundo pé-molar (P2) costuma ser maior ou igual ao terceiro (P3) e os seus molares são pequenos.

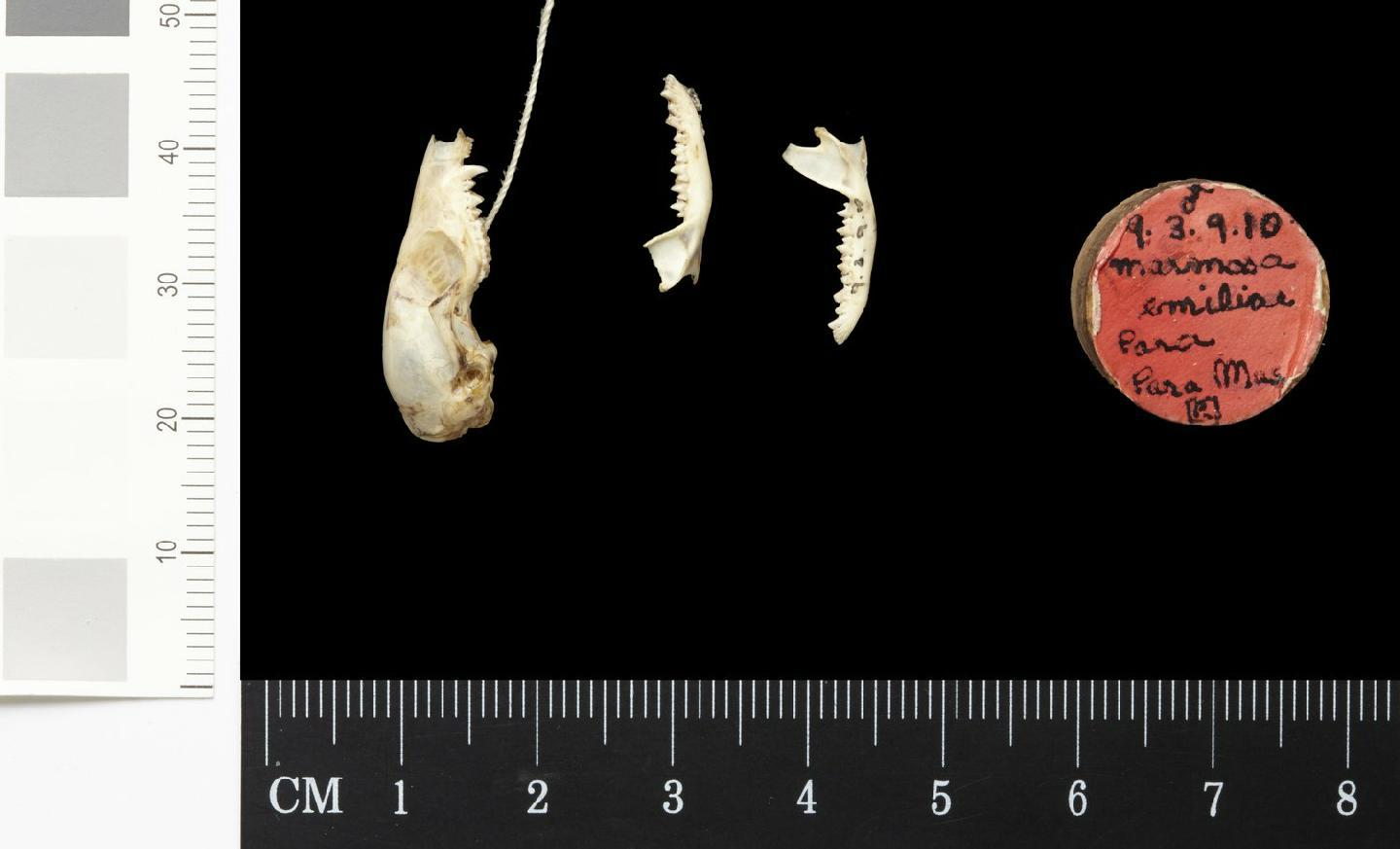
Visão lateral do crânio de um espécime de Gracilinanus emiliae.

## Ecologia
O Gracilinanus emiliae é descrito como um animal de dieta do tipo insetívoro-onívoro, mas não se tem muitas informações precisas sobre seus hábitos alimentares.
Contudo, quando olhamos para os demais didelfídeos, podemos inferir que se trata de uma espécie oportunista com uma grande diversidade alimentar, podendo eventualmente se alimentar de frutos, pequenos vertebrados, ovos, entre outros.

## Comportamento
Esta é uma espécie noturna de hábitos solitários e essencialmente arborícola, frequentando principalmente os estratos superiores da floresta, eventualmente se deslocando para o sub-bosque e para o solo.
Durante o dia, como os demais indivíduos do gênero Gracilinanus, ficam repousando em buracos em troncos de árvore que utilizam como toca, entretanto ainda não foi confirmado se Gracilinanus emiliae é capaz de produzir ninhos ou não.
Esses hábitos acabam dificultando a identificação desses animais, aumentando a dificuldade de captura desses indivíduos para estudos e, por consequência, contribuindo para a falta de conhecimento sobre a sua distribuição e comportamento.
Membros do gênero Gracilinanus apesar de arborícolas podem ocasionamente forragear no solo, onde podem se encontrar com outros indivíduos, entretanto estes não interagem entre si a não ser que esteja em um curto período reprodutivo.
Quanto a reprodução, podemos inferir, baseado no comportamento de outros membros do gênero Gracilinanus, que apresentam um sistema poliginico de reprodução, sendo parcialmente semelparos, com a maioria dos machos morrendo após a reprodução devido ao estresse proveniente da competição com os demais.

## Conservação
Devido a pouca quantidade de indivíduos capturados e a dificuldade de definir sua distribuição geográfica, a espécie se encontra classificada como Deficiente de Dados na Lista Vermelha da União Internacional para a Conservação da Natureza (IUCN), portanto é necessário que ocorram mais estudos voltados para esta espécie.

Por ser um pequeno mamífero, podemos assumir que a estrutura e a densidade de vegetação do ambiente em que habita é um fator importante na distribuição de Gracilinanus emiliae, sendo assim, a fragmentação e a perda de habitat é um fator importante que pode levar a espécie ao risco de extinção antes mesmo que ela possa ser completamente estudada.